# Dueño del tiempo
A comienzos de 1999, Ankhara firman contrato discográfico con Locomotive Music y en abril editan su primer disco: Dueño Del Tiempo. Grabado en los estudios Box de Madrid y producido por Goyo Esteban (productor de Mägo de Oz). Este primer álbum cuenta con 11 temas de Power Metal con toques que pueden ir desde el AOR (Adult Oriented Rock), hasta el metal progresivo.
La portada del disco está hecha por Gaboni.

## Lista de canciones
1. 3:40 - 4:13
2. Demasiado Tarde - 4:50
3. Un Paso Mas - 3:07
4. Frío Infierno - 5:53
5. Hasta El Fin - 4:37
6. No Mires Atrás - 4:32
7. Mente Atormentada - 5:30
8. Junto Al Viento - 4:27
9. En Mis Manos - 3:36
10. Aquí Estoy - 2:30
11. Nunca Mueras Por Un Sueño - 6:27

## Personal
- Pacho Brea Martinez: voz
- Cecilio Sánchez Robles: guitarra
- Antonio Pino: guitarra
- Sergio Martinez: bajo
- Jesus Alcalde: batería, percusiones